# Thongleuan Inpanya
Thongleuan Inpanya là một chính trị gia người Lào và là trung tá trong Quân đội Lào. Ông là đảng viên Đảng Nhân dân Cách mạng Lào. Ông là đại biểu của Quốc hội Lào cho tỉnh Sainyabuli (Khu vực 7).